# アゾトバクター
アゾトバクター属（ーぞく、Azotobacter）はシュードモナス科に属するグラム陰性のシスト形成好気性の桿菌ないし球菌の属である。周鞭毛を持つ種と非運動性の種が存在する。基準種はアゾトバクター・クロオコッカム。名称は窒素の桿菌を意味する。GC含量は63から68。

## 概要
窒素固定を行いATPを得る。通常、窒素固定で用いられるニトロゲナーゼは酸素が存在していると不安定になり、活動を阻害されてしまうが、アゾトバクターは原形質膜の表面に酸素呼吸系が結合し、酸素を消費してATPを生産しており、酸素を全て細胞膜で消費し、細菌の内部に酸素が侵入しないようにしている。また、アンモニア及び硝酸を利用できる。土壌中・水中に広く分布し、中性付近で窒素固定を行うため、酸性の所では生育が悪い。グルコース、フルクトース、スクロース、エタノール、酢酸およびフマル酸などを利用する。